# 4. etape af Post Danmark Rundt 2008
Fjerde etape af Post Danmark Rundt 2008 blev kørt lørdag d. 2. august med start i Ringe og mål i Odense. Ruten var 115 km lang og foregik sammen med 5. etape både på samme dag, men også som de eneste to på Fyn.

## Resultatliste
|    | Navn                 | Land           | Hold                | Tid     | Bonus   |
| -- | -------------------- | -------------- | ------------------- | ------- | ------- |
| 1  | Guillermo Bongiorno  | Argentina      | CSF Group-Navigare  | 2:26.38 | 15p, 6s |
| 2  | Kenny Dehaes         | Belgien        | Topsport Vlaanderen | + 0.00  | 12p, 4s |
| 3  | Oscar Gatto          | Italien        | Team Gerolsteiner   | + 0.00  | 10p, 2s |
| 4  | Matti Breschel       | Danmark        | Team CSC-Saxo Bank  | + 0.00  | 9p      |
| 5  | Tyler Farrar         | USA            | Team Garmin         | + 0.00  | 8p      |
| 6  | Jurgen Roelandts     | Belgien        | Silence-Lotto       | + 0.00  | 7p      |
| 7  | Sebastian Siedler    | Tyskland       | Skil-Shimano        | + 0.00  | 6p      |
| 8  | Jonas Aaen Jørgensen | Danmark        | Team GLS Pakke Shop | + 0.00  | 5p      |
| 9  | Enrico Gasparotto    | Italien        | Barloworld          | + 0.00  | 4p      |
| 10 | Roger Hammond        | Storbritannien | Team Columbia       | + 0.00  | 3p      |
| 11 | Daniel Foder         | Danmark        | Team Løgstør        | + 0.00  | 2p      |
| 12 | Markus Zberg         | Schweiz        | Team Gerolsteiner   | + 0.00  | 1p      |

## Bakke- og pointspurter

### 1. spurt (Stenstrup, ved købmand)
Efter 17,0 km
| Vinder | Francesco Bellotti     | 5p, 3s |
| 2.     | Troels Rønning Vinther | 3p, 2s |
| 3.     | Christophe Laurent     | 1p, 1s |

### 1. bakke (på Bregnedalsvej)
Efter 29,6 km
| Plads | Navn               | Point |
| ----- | ------------------ | ----- |
| 1.    | Thomas Vedel Kvist | 10    |
| 2.    | Roy Curvers        | 6     |
| 3.    | Nicolaj Olesen     | 4     |
| 4.    | Pat McCarty        | 2     |

### 2. bakke (på Skovmøllevej)
Efter 29,6 km
| Plads | Navn               | Point |
| ----- | ------------------ | ----- |
| 1.    | Michael Reihs      | 10    |
| 2.    | Thomas Vedel Kvist | 6     |
| 3.    | Pat McCarty        | 4     |
| 4.    | Maarten Neyens     | 2     |

### 3. bakke (på Regissevej)
Efter 72,0 km
| Plads | Navn               | Point |
| ----- | ------------------ | ----- |
| 1.    | Michael Reihs      | 10    |
| 2.    | Thomas Vedel Kvist | 6     |
| 3.    | Sven Renders       | 4     |
| 4.    | Maarten Neyens     | 2     |